# Aschen
(Jack O'Neill ironizza sulla mancanza di spirito degli Aschen)
Gli Aschen sono una razza umanoide dell'universo di Stargate apparsa in Stargate SG-1 negli episodi 2010 e 2001; pur avendo dichiarato Joseph Mallozzi che forse avrebbero potuto comparire ancora  questi non sono più apparsi nella serie.
Gli Aschen sono una popolazione tecnologicamente molto avanzata rispetto ai terrestri e ai Goa'uld. Questi hanno tendenze espansionistiche e colonialiste e sono a capo della Confederazione Aschen. La designazione alfanumerica del loro pianeta di origine, Aschen Prime, è P4C-970.

## Caratteri generali
Gli Aschen intrattengono rapporti di fiducia con le popolazioni sottomesse, ma sono di natura sospettosi, temendo che la loro strategia sia scoperta. Inoltre, almeno rispetto al nostro punto di vista, sembrano avere poca personalità individuale e sembrano apparentemente privi di spirito dell'umorismo.

## Aspetto politico

### Generale
Gli Aschen sono una società colonialistica e sono a capo della Confederazione Aschen. La confederazione è formata dai pianeti che sono stati soggiogati dagli Aschen. La strategia degli Aschen però fa in modo che le razze sottomesse credano che questi siano stati da sempre dei buoni alleati, così che non debbano stare in allerta per timore di ribellioni. Dopo che il Comando Stargate è riuscito a svelare le loro intenzioni di estendere il loro dominio al nostro pianeta, sono stati dichiarati nemici degli Stati Uniti e quindi della Terra.

### Confederazione Aschen
La confederazione è un'alleanza formata dai pianeti con a capo gli Aschen. I pianeti sono sotto la protezione degli Aschen, che forniscono medicinali e tecnologie avanzate; in cambio, gli Aschen ricevono prodotti agricoli. Infatti tutti i pianeti della confederazione sono popolati da piccole comunità agricole di cui gli Aschen hanno bisogno; ma in realtà i pianeti della confederazione sono soggiogati inconsapevolmente dagli Aschen.

### Strategia di conquista
Gli Aschen usano piani a lungo termine per soggiogare i vari pianeti che vogliono utilizzare come grandi terreni da coltivare; usano una strategia ingegnosa che gli permette di conquistare nuovi pianeti senza effettuare guerre, ma solo usando la loro avanzatissima tecnologia e l'inganno.
Essi si mostrano socievoli con le varie popolazioni con cui vengono a contatto condividendo con loro la propria tecnologia e i medicinali, i quali aumentano notevolmente la durata di vita. Conquistata la loro fiducia, gli Aschen iniziano a somministrare con questi farmaci altre sostanze che rendono sterili la popolazione. Passato molto tempo, a volte anche qualche centinaio di anni, la popolazione soggiogata viene decimata diminuendo drasticamente di numero; i pochissimi discendenti non ricorderanno nulla del passato della loro razza e crederanno inconsapevolmente che gli Aschen siano da sempre dei buoni alleati. Gli Aschen rimuoveranno quindi tutte le tracce del loro passato e i pochi sopravvissuti coltiveranno la terra del loro pianeta per conto degli Aschen in cambio dei loro medicinali. Così i vari pianeti soggiogati diventano grandi "granai" per la popolazione Aschen.

## Tecnologia
La tecnologia Aschen è molto più avanzata di quella dei terrestri e dei Goa'uld e le loro conoscenza variano in tutti i campi.

### Armi
Nonostante la loro normale procedura di conquista non richieda l'uso di armi, gli Aschen sono molto avanzati in questo campo.

#### Arma biogenica
Quest'arma è stata progettata esclusivamente per causare un genocidio: la sua potenza distruttiva può causare danni su scala mondiale. È composta da un materiale radioattivo sconosciuto sulla Terra. Gli Aschen provarono a inviarne una sulla Terra attraverso lo Stargate, ma non riuscirono ad oltrepassare l'iride.

#### Drone difensivo
Il drone è una piccola arma di forma sferica che lancia piccoli proiettili di energia e fanno parte dei sistemi di allarme Aschen. Un singolo colpo non è molto efficace ma dato che spesso anche in una sola stanza ce ne possono essere alcune decine l'intruso non ha vita facile.

### Navi

Un Harvester sta per scaricare le massi raccolte in uno Stargate verso Aschen Prime

#### Harvester
L'Harvester (in inglese "raccoglitore") è una nave automatizzata con il compito di raccogliere i prodotti coltivati dalle popolazioni sfruttate dagli Aschen e ce ne sono migliaia per ogni pianeta. Sono lunghi 37 metri e larghi 17, possono raggiungere i 4.900 km/h, trasportare un carico di 20 tonnellate e sono dotate anche di un impianto di teletrasporto Aschen. Una volta piena, il contenuto della nave viene scaricato dentro uno Stargate posizionato in posizione orizzontale e dirette verso Aschen Prime.

#### Satellite di monitoraggio
I satelliti Aschen sono usati per studiare lo spazio; essi possono calcolare e prevedere vari fenomeni astronomici come le eclissi di sole. Nell'episodio 2010 Carter riesce a calcolare con uno di questi un'eruzione solare per mandare il messaggio indietro nel tempo e così avvertire il Comando Stargate di non recarsi su P4C-970.

#### Astronavi
Si sa poco delle astronavi Aschen, se non che queste possono compiere viaggi spaziali anche molto lunghi. Gli Aschen però non hanno molta vocazione per l'esplorazione e le usano solo per viaggiare all'interno della loro confederazione.

### Medicina
Gli Aschen hanno una conoscenza così all'avanguardia della medicina che rende il mestiere di medico totalmente obsoleto. I loro macchinari possono eseguire diagnosi istantanee e guarire fratture in pochi secondi. Sul pianeta Volia furono in grado di debellare un'epidemia che affliggeva la popolazione in pochissimo tempo, anche se poi si scopre che furono gli stessi Aschen a creare la malattia.

#### Vaccino anti-età
Si tratta di un vaccino che allunga incredibilmente la durata della vita; come il vaccino anti-cancro, contiene sostanze che rendono sterili le donne.

#### Vaccino anti-cancro
Si tratta di un vaccino che debella ogni tipo di cancro; come il vaccino anti-età, contiene sostanze che rendono sterili le donne.

### Varie

#### Teletrasporto
Il teletrasporto Aschen può trasportare una persona fino al massimo di quattro in qualsiasi altra parte del pianeta. Il teletrasporto Aschen ha un funzionamento molto simile agli anelli trasportatori goa'uld e ori. L'utente infatti deve salire su una piattaforma, interfacciarsi e selezionare la destinazione, dove verrà immediatamente trasportato.

#### Tecnologia olografica
Gli Aschen hanno sviluppato un'avanzata tecnologia olografica. Essa può essere usata durante le conferenze sugli Harvester o per riprodurre qualunque altra cosa nei laboratori scientifici.

## Rapporti con il Comando Stargate
La prima apparizione degli Aschen è nell'episodio 2010, dove viene mostrata la Terra dieci anni avanti al filone narrativo della trama. In questa linea temporale il Comando Stargate ha stretto alleanza con una razza aliena, gli Aschen, che si sono subito dimostrati favorevoli a condividere la loro più avanzata tecnologia, determinando la sconfitta dei Goa'uld. Inoltre adesso lo Stargate è di dominio pubblico. Gli Aschen iniziano così il loro caratteristico piano di conquista. Ma Samantha Carter riesce a scoprire la verità e raduna la ex SG-1. Il suo piano è usare lo Stargate per rimandare indietro nel tempo un biglietto con scritto: «non andate su P4C-970»; il piano riesce, ma tutta la SG-1 perisce nel tentativo. Il biglietto raggiunge l'anno 2000 e il Generale Hammond ordina che P4C-970 sia cancellato dal database.
Nell'episodio 2001 la SG-1 arriva su Volia (P3A-194, ) dove incontra alcune piccole comunità contadine. Queste comunità sono ignare vittime degli Aschen, i quali, saputo dell'arrivo della squadra, insistono subito per intavolare un'alleanza con la Terra per poi iniziare la loro strategia di conquista. La SG-1 è inizialmente entusiasta per aver trovato una razza disposta alla condivisione di tecnologie, ma si insospettiscono di tanta benevolenza. Indagando, ancora una volta la SG-1 svela le vere intenzioni degli Aschen salvando la Terra.